# Vialfrè
Vialfrè – miejscowość i gmina we Włoszech, w regionie Piemont, w prowincji Turyn.
Według danych na rok 2004 gminę zamieszkiwało 229 osób, 57,2 os./km².